# Аккуафредда
Аккуафредда (італ. Acquafredda) — муніципалітет в Італії, у регіоні Ломбардія, провінція Брешія.
Аккуафредда розташована на відстані близько 420 км на північний захід від Рима, 100 км на схід від Мілана, 28 км на південний схід від Брешії.
Населення — 1611 осіб (2014).
Щорічний фестиваль відбувається 3 лютого. Покровитель — святий Власій.

## Демографія
Населення за роками:

Станом на 1 січня 2023 року в муніципалітеті офіційно проживало 197 іноземців з 21 країни, серед них 40 громадян країн Євросоюзу та 4 громадяни України.

## Сусідні муніципалітети
- Кальвізано
- Карпенедоло
- Казальморо
- Кастель-Гоффредо
- Ремеделло
- Візано